# Żary (comune rurale)
Żary è un comune rurale polacco del distretto di Żary, nel voivodato di Lubusz.
Ricopre una superficie di 294,43 km² e nel 2004 contava 11 486 abitanti.
Il capoluogo è Żary, che non fa parte del territorio ma costituisce un comune a sé.